# Мітряєво (Гірськомарійський район)
Мітря́єво (рос. Митряево, марій. Митрисола) — присілок у складі Гірськомарійського району Марій Ел, Росія. Входить до складу Мікряковського сільського поселення.

## Населення
Населення — 124 особи (2010; 144 у 2002).
Національний склад (станом на 2002 рік):
- гірські марійці — 95 %